# Hyūga-Klasse
Die Hyūga-Klasse (japanisch ひゅうが型護衛艦 Hyūga-gata goeikan), auch als 16DDH-Klasse bezeichnet, ist eine Klasse von zwei Hubschrauberträgern der Japanischen Maritimen Selbstverteidigungsstreitkräfte (JMSDF).
Aus Rücksicht auf die Verfassung, nach der Japan eigentlich keine Streitkräfte unterhalten darf, vermeidet man den geschichtlich belasteten Begriff Träger und spricht stattdessen offiziell von „Helikopter-Zerstörern“ (DDH, jap. ヘリコプター搭載護衛艦, herikoputā tōsai goeikan, wobei der japanische Begriff für „Zerstörer“ wörtlich „Geleitschiff“ heißt).

## Geschichte

### Entwicklung und Bau
Die Hyūga, benannt nach der historischen Provinz Hyūga, und die Ise, benannt nach der historischen Provinz Ise, ersetzten die beiden aus den 70er Jahren stammenden Helikopter-Zerstörer der Haruna-Klasse (Haruna und Hiei). Sie waren bis zum Stapellauf des Typschiffes der nachfolgenden Izumo-Klasse die größten Kriegsschiffe der japanischen Selbstverteidigungsstreitkräfte. Erwähnenswert ist, dass die beiden Schiffe der Ise-Klasse (Schlachtschiffe) ebenfalls auf die Namen Ise und Hyuga getauft wurden. 
Beide Schiffe wurden auf der Werft von IHI Marine United in Yokohama gebaut. Die Hyūga wurde am 11. Mai 2006 und die Ise am 30. Mai 2008 auf Kiel gelegt. Der Stapellauf beider Einheiten erfolgte im August des Folgejahres.
Nach Abschluss aller Erprobung wurde die Indienststellung, wie traditionell üblich, im März durchgeführt. Für die Hyūga war dies der 18. März 2009 und für die Ise der 16. März 2011
Die Codebezeichnung 16DDH für die erste Einheit kommt aus dem japanischen Kalender, wobei 2004 (Jahr der Bauplanung) das 16. Jahr der Heisei-Ära ist.

## Einheiten
| Kennung | Name             | Bauwerft                    | Kiellegung   | Stapellauf      | Indienststellung | Heimathafen |
| ------- | ---------------- | --------------------------- | ------------ | --------------- | ---------------- | ----------- |
| DDH-181 | Hyūga (ひゅうが) | IHI Marine United, Yokohama | 11. Mai 2006 | 23. August 2007 | 18. März 2009    | Yokosuka    |
| DDH-182 | Ise (いせ)       | IHI Marine United, Yokohama | 30. Mai 2008 | 21. August 2009 | 16. März 2011    | Kure        |

## Technische Beschreibung

### Rumpf und Antrieb
Der auf Optimierung seines Radarquerschnittes gestaltete Rumpf eines Hubschrauberträgers der Hyūga-Klasse ist 195,0 Meter lang, 32 Meter breit und hat bei einer maximalen Verdrängung von 19.000 Tonnen einen Tiefgang von 7,0 Metern.
Der Antrieb erfolgt durch vier Gasturbinen General Electric LM2500-3, mit einer Gesamtleistung von 100.000 PS (73.550 kW). Diese geben die Leistung an zwei Wellen mit je einem Fünfblättrigen Verstellpropeller weiter. Die Höchstgeschwindigkeit beträgt 30 Knoten (56 km/h).
Die beiden Schiffe der Klasse sind was die Verdrängung angeht, mit der italienischen Giuseppe Garibaldi und der französischen Mistral-Klasse vergleichbar.

### Bewaffnung
Neben denn drei separat aufgeführten Waffensystemen verfügen die Schiffe der Klasse über sechs Mk 36 SRBOC-Täuschkörperwerfer zum Abfeuern von Düppel- und Infrarotraketen, sieben körpergesteuerte 12,7-mm-Maschinengewehre und eine Reihe von weiteren Handfeuerwaffen.

#### Senkrechtstartanlage

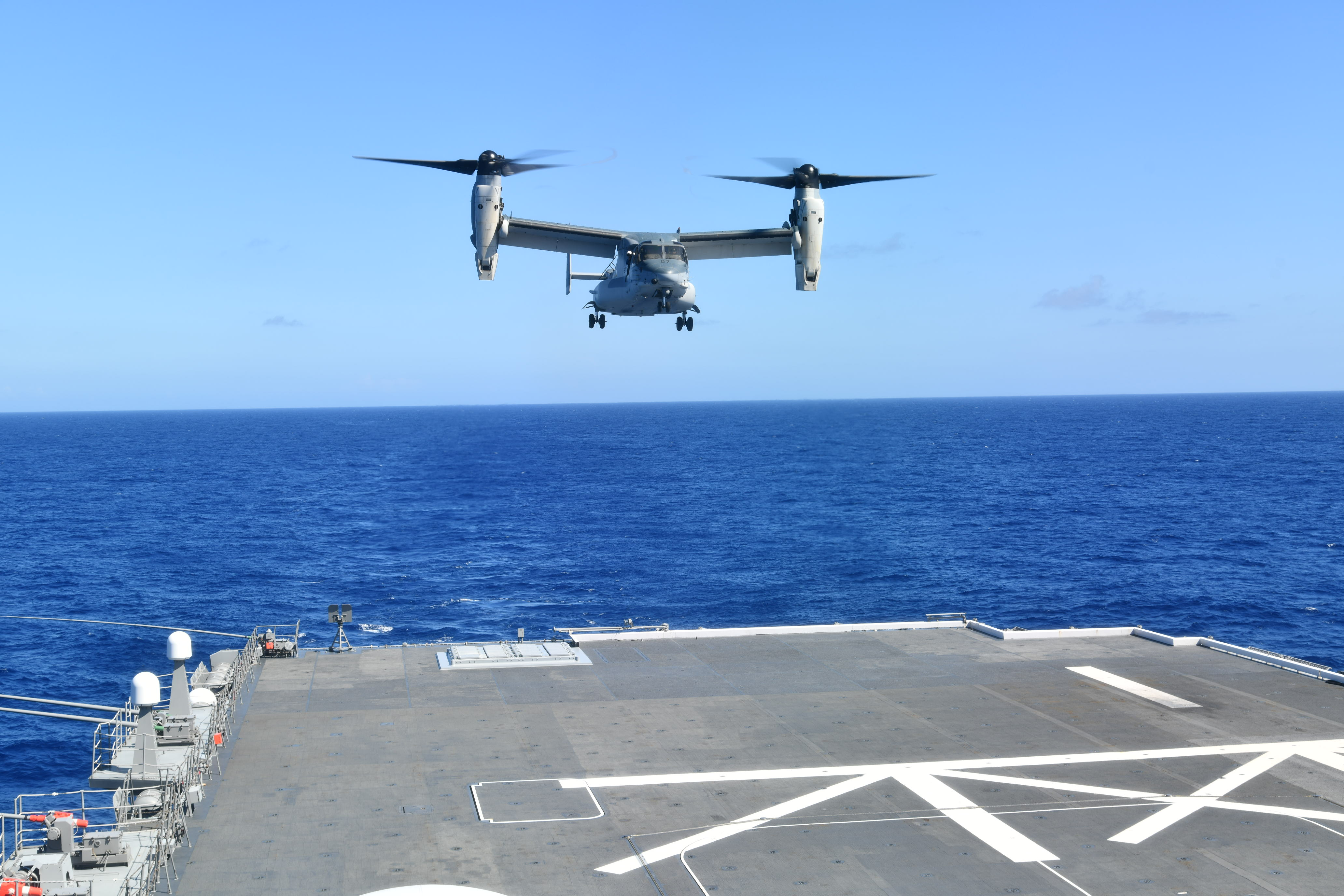
Das VLS ist an der Heckkante ersichtlich

Als Senkrechtstartanlage wurde das Mark 41 (Mk. 41) eingerüstet. Das System befindet sich auf dem hinteren Ende des Flugdecks auf der Steuerbordseite und besteht aus 2 × 8 (= 16 Zellen), welche in zwei Reihen angeordnet sind. Die „Zellen“ bestehen praktisch nur aus einem Gestell mit Plenum am Ende und Deckel am Kopf. Zwischen den zwei Viererreihen einer Einheit befindet sich der Gaskanal, welcher ebenfalls zum Schutz vor Wasser abgedeckt ist. An dem Gestell, das mehr als zwei Decks benötigt, befinden sich drei Geräte: Auf dem obersten Deck ein „Launch Sequencer“ (LSEQ), der eine Verbindung zwischen Schiff und Flugkörper herstellt und den Systemstatus überwacht. Auf dem Deck darunter befindet sich das „Motor Control Panel“ (MCP), welches über Ethernet an das LSEQ angebunden ist. Das MCP steuert die Klappen und Ventile sowie das Entwässern des Plenums. Ein Deck tiefer befinden sich am unteren Ende des Mk. 41 die zwei „Programmable Power Supply“-Einheiten (PPS), welche das VLS mit Energie versorgen und über Ethernet vom LSEQ angesteuert werden.
Die Waffen werden in eckigen Kanistern angeliefert, die von oben in die Senkrechtstartanlage eingeführt und über 145-Pin-Standardstecker mit dem System verbunden werden. Die Kanister schützen den Flugkörper vor Umwelteinflüssen und ermöglichen es dem LSEQ, den Typ der Waffe zu erkennen. Die Startsequenz läuft wie folgt ab: Der Deckel der Zelle und des Gaskanals (Uptake) werden geöffnet und die Entwässerungsventile des Plenums geschlossen. Dann zündet der Raketenmotor, wodurch die Heckklappe des Kanisters durchstoßen wird. Der Flugkörper beschleunigt und durchstößt die Frontkappe des Kanisters. Anschließend werden die Klappen geschlossen und das Entwässerungsventil des Plenums wieder geöffnet.
Die Bestückung mit Flugkörpern verteilt sich auf zwölf Zellen für Anti-U-Boot-Raketen vom Typ RUM-139 VL-ASROC und vier Zellen für RIM-162 ESSM-Flugabwehrlenkwaffen (mit vier Lenkwaffen pro Zelle).

#### Nahbereichsverteidigungssystem
Zur Nächstbereichsverteidigung dienen zwei radargesteuerte Maschinenkanonensysteme Phalanx Mk.15 Block 1B. Dieses System besteht aus einem Geschützturm mit einer 20-mm-Maschinenkanone des Typ M61 Vulcan und einem separaten Feuerleitradar. Es ist daher nicht auf die Feuerleitung durch die Gefechtsleitzentrale des Trägerschiffes angewiesen und benötigt von diesem nur Energie. Das System kann gegen anfliegende Flugkörper, Luftfahrzeuge und Seeziele eingesetzt werden.

#### Torpedorohre
Die Torpedorohr-Drillinge vom Typ HOS 303 befinden sich in der achteren Schiffshälfte im Rumpf, sowohl an Backbord als auch an Steuerbord. Durch die Längsöffnung in der Außenhaut kann der Drilling nach außen gedreht werden, um Mark-46, Typ-97- bzw. Typ-12-Torpedos mit Druckluft auszustoßen. Dies geschieht je nach Einstellung mit 10–126 bar. Die Rohre des Werfers bestehen aus Kunststoff, die Masse einer Einheit beträgt etwa eine Tonne.

### Luftgruppe

Decklayout: Bis zu vier Helikopter können gleichzeitig im Einsatz sein

Die Luftgruppe der beiden Schiffe der Hyūga-Klasse besteht üblicherweise aus insgesamt vier Hubschraubern, drei U-Jagdhubschraubern (SH-60J/K) und einem Mehrzweckhubschrauber (CH-101), es können aber bis zu elf Hubschrauber eingeschifft werden.

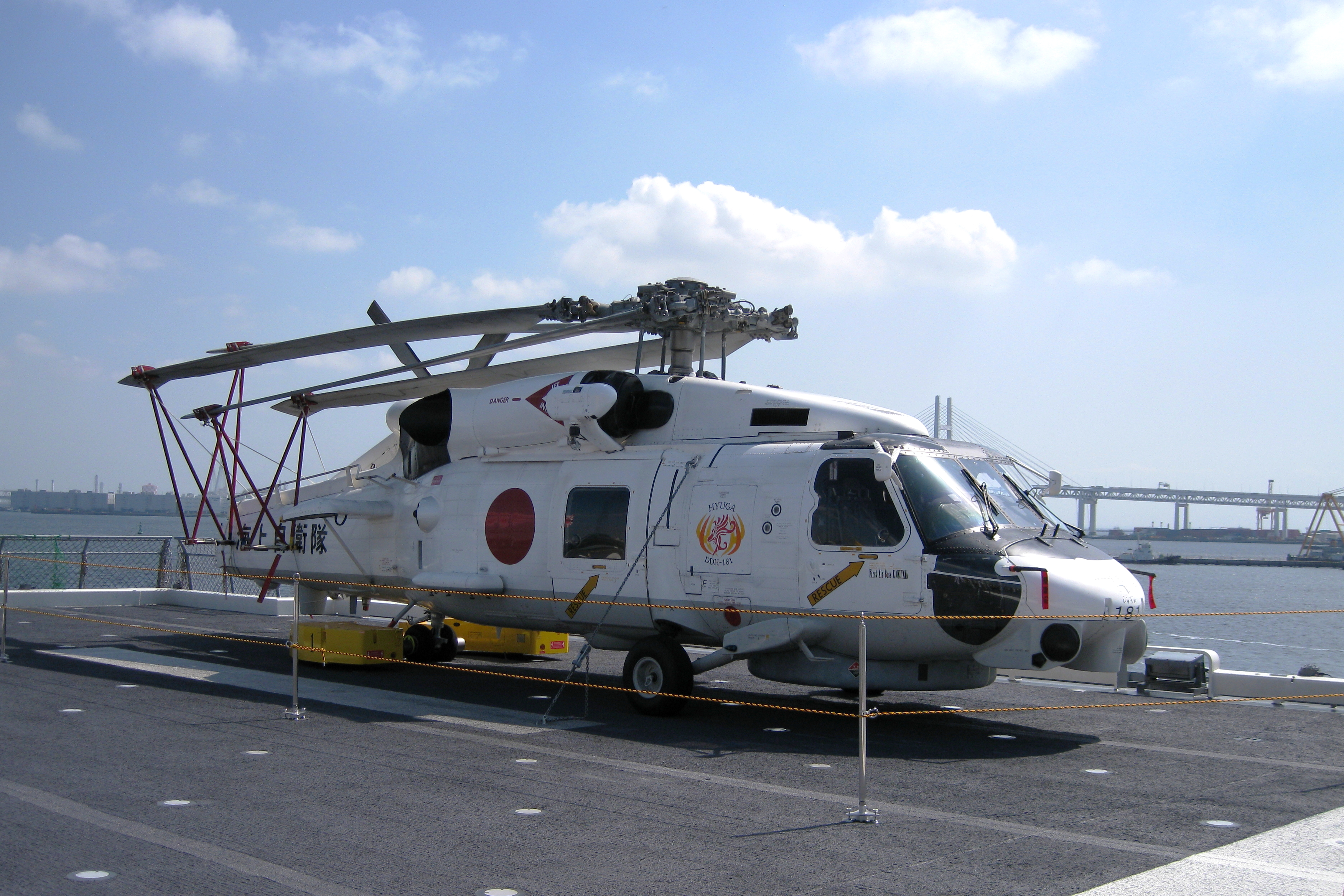
Mitsubishi SH-60J auf der Hyūga
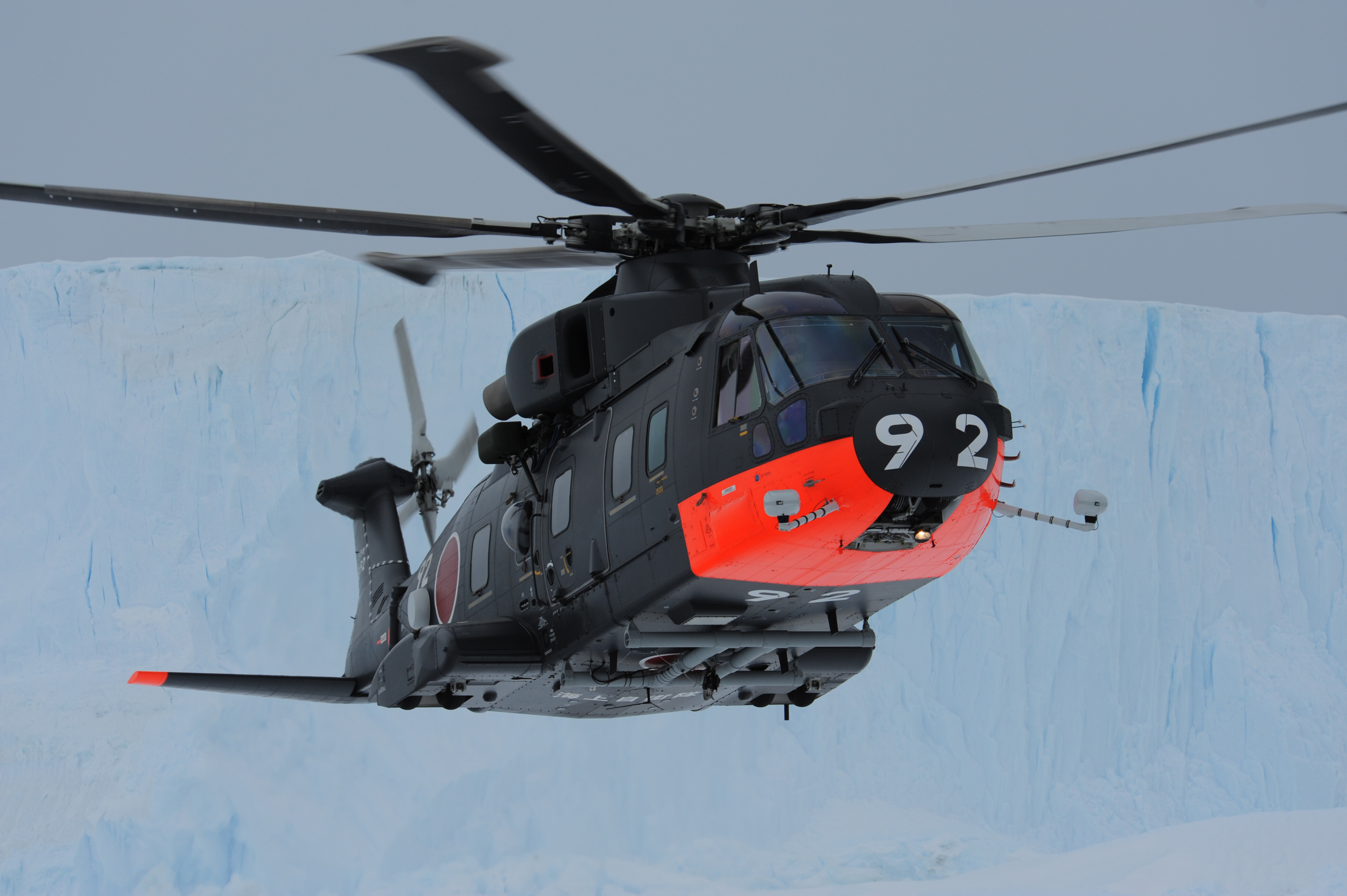
CH-101

### Elektronik
Alle Schiffe verfügen über das QYQ-10 Führungs- und Waffeneinsatzsystem (Combat Direction System – CDS). Dieses System führt alle Sensoren und Effektoren der jeweiligen Einheit zu einem Netzwerk zusammen, sodass Flugabwehr (AAW), Überwasserkampf, U-Boot-Jagd (ASW), EloKa (EW), Navigation und Kommunikation von einem Rechnerverbund ausgeführt werden.
Zur Luftraumüberwachung verfügt die Klasse über ein FCS-3-System mit einem OPY-1-Radar. Das OPY-1 besteht aus acht großen und kleinen Antennengruppen, die nebeneinander angeordnet sind. Die großen Antennengruppen arbeiten im C-Band und dienen der Überwachung und Beobachtung von Zielen. Jede große Antennengruppe ist in der Lage, automatisch bis zu 300 Luft- und Seeziele gleichzeitig zu erfassen und zu verfolgen. Wenn ein Ziel erkannt wird, bewertet das Antennen-Array automatisch die Bedrohung und liefert Parameter für das Feuerleit-Antennen-Array. Die kleine Antennengruppe arbeitet im X-Band mit Feuerleitfunktion.
Des Weiteren sind die Schiffe mit dem Navigationsradar OPS-20C, dem Hubschrauber-Datenlink-System ORQ-1, einem Kontrollsystem für die U-Boot-Bekämpfung und dem System für den elektronischen Kampf (EW) NOLQ-3D ECM/ESM ausgestattet. Zur U-Boot-Jagd wird ein Bugsonar des Typs OQQ-21 verwendet.